# Leszczynowiec skąpokwiatowy
Leszczynowiec skąpokwiatowy (Corylopsis pauciflora Siebold & Zucc.) – gatunek rośliny z rodziny oczarowatych. Pochodzi z Japonii (wyspa Honsiu) i Tajwanu.

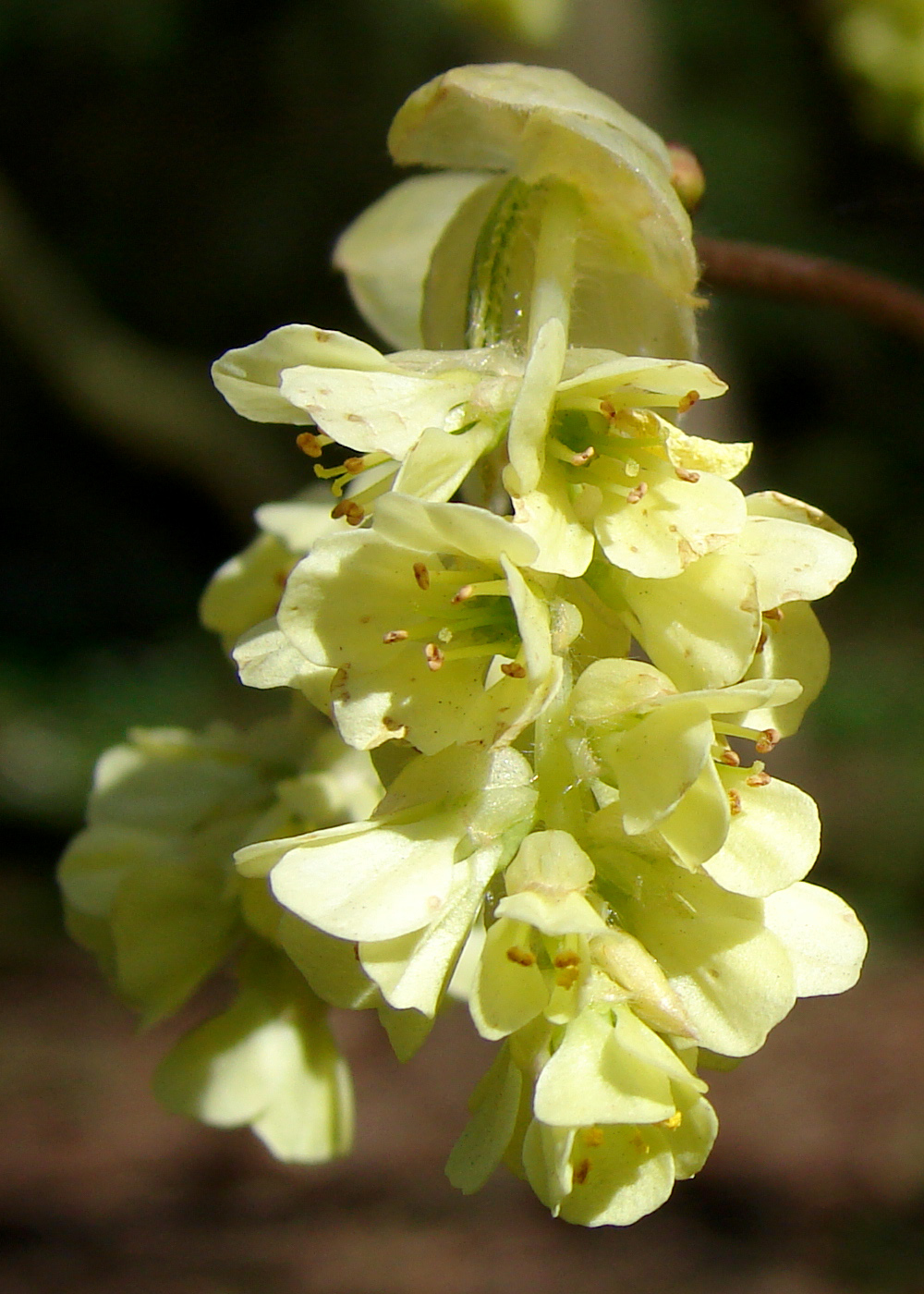
Kwiatostan

## Morfologia
PokrójDekoracyjny, rozłożysty krzew liściasty zrzucający liście. Wysokość do 2 m.
LiścieJajowate, o długości 3–7 cm, podobne do liści leszczyny. Są krótko owłosione, za młodu czerwonawe.
KwiatyJasnożółte, dzwonkowate, zebrane w krótkie i zwisające kłosy na szczytach pędów. Podsadki wcześnie odpadają. Okres kwitnienia od lutego do kwietnia, przed rozwojem liści.
Gatunki podobneLeszczynowiec chiński ma dłuższe kwiatostany, kwitnie mniej obficie.

## Zastosowanie
Jest czasami uprawiany jako roślina ozdobna, szczególnie w parkach i zieleńcach miejskich. Nie jest całkowicie odporny na mróz: wiosną czasami przemarzają mu młode pędy, dlatego też należy go sadzić w miejscach osłoniętych.